# Matenrō Opera
I Matenrō Opera (摩天楼オペラ? letteralmente "Opera del Grattacielo") sono una band giapponese power metal visual kei.

## Storia
Formata nel 2007 da Sono e Yuu, cantante e chitarrista dei Janiva. Il loro primo singolo Alkaloid Showcase viene pubblicato il 4 maggio, lo stesso giorno del primo concerto, ma le copie vengono esaurite prima dell'inizio del live.
Nel novembre del 2007 la tastierista Karen e il chitarrista Mika lasciano la band.
Nel dicembre dello stesso anno Ayame (ex Ry:dia) sostituisce Karen alla tastiera e Anzi sostituisce Mika.
I Matenrō Opera hanno accompagnato i Versailles da marzo ad aprile 2008 in un tour europeo.

## Formazione

### Formazione attuale
- Sono - voce
- Anzi - chitarra
- Ayame - tastiera
- You - basso
- Yu - batteria

### Ex componenti
- Karen - tastiera
- Mika - chitarra

## Discografia

### Album ed EP
- 14/05/2008 - Gilia
- 24/06/2009 - Anomie
- 07/03/ 2010 - Abyss
- 07/03/ 2012 - Justice
- 06/03/ 2013 - Kassai to Gekijou no Gloria

### Singoli
- 04/05/2007 - Alkaloid Showcase
- 30/10/2007 - Sara
- 05/03/2008 - Ruri-iro de egaku niji
- 24/09/2008 - Spectacular
- 17/12/2008 - Last Scene
- 02/03/2009 - Acedia
- 23/07/2009 - "Eternal Symphony" (live-distributed)
- 16/12/2009 - "Murder Scope"
- 24/02/2010 - "R" (live-distributed)
- 17/05/2010 - "?Genesis/R?"
- 06/07/2011 - "Helios"
- 19/10/2011 - "Otoshiana no Soko wa Konna Sekai"
- 03/10/2012 - "Gloria"
- 05/12/2012 - "Innovational Symphonia"